# 김휘
김휘는 대한민국의 영화 감독이자 시나리오 작가이다.

## 작품

### 영화
- 《색즉시공 시즌 2》(2007, 프로듀서/각색)
- 《해운대》(2009, 각본)
- 《하모니》(2009, 각색)
- 《심야의 FM》(2010, 각본)
- 《7광구》(2011, 각본)
- 《댄싱퀸》(2012, 원안)
- 《시체가 돌아왔다》(2012, 각색)
- 《이웃사람》(2012, 연출/각색)
- 《무서운 이야기 2》(2013, 연출)
- 《퇴마: 무녀굴》(2015, 기획/각본/연출)
- 《괴물들》(2016, 제작)
- 《석조저택 살인사건》(2017, 연출)

### 드라마
- tvN 수목 드라마 《메모리스트》(2020, 연출)